# گولاب جونگ شاه
گولاب جونگ شاه (نپالی: गुलावजँग शाह) یک سیاستمدار نپالی از استان کارنالی می‌باشد. گلاب جزو مجمع استانی استان کارنالی متعلق به حذب کومونیست نپال می‌باشد. شاه، ساکن بانگاد کوپینده، از طریق انتخابات استانی نپال در سال ۲۰۱۷ از حوزه انتخابیه سالیان ۱ (ای) منتخب گردید. او از سال ۲۰۱۹ به نام رئیس تازیانه سی پی ان (ا ام ال) و همچنین مسئول مشترک حزب در ناحیه سالیان نپال منصوب گردید. سپس، ماهندرا بهادر شاهی، رهبر حزب پارلمانی حاکم و وزیر ارشد پیشین استان کارنالی، او را به نام تازیانه ارشد حزب در سال ۲۰۲۰ برکنار کرد.

## تاریخ انتخابات

### انتخابات استانی نپال ۲۰۱۷
| مهمانی - جشن           | مهمانی - جشن                              | نامزد                      | رای                        |
| ---------------------- | ----------------------------------------- | -------------------------- | -------------------------- |
|                        | حذب کومونیست نپال (مارکسیست-لنینیست واحد) | گلاب جونگ شاه              | ۱۹٬۶۵۸                     |
|                        | کنگره نپالی                               | اک راج دانگی               | ۱۰٬۶۱۲                     |
|                        | مستقل                                     | بهیم پراکاش شارما          | ۷٬۴۱۶                      |
|                        | حذب کومونیست نپال (مارکسیست-لنینیست)      | تاپ بهادر روکا             | ۱٬۱۷۳                      |
|                        | راستیا جانامورچا                          | دیل بودا ماگار             | ۱۳۱                        |
| نتیجه                  | نتیجه                                     | افزایش سی پی ان (ا ام ال). | افزایش سی پی ان (ا ام ال). |
| منبع: کمیسیون انتخابات |                                           |                            |                            |